# Іллінське (Жуковський район)
Іллінське (рос. Ильинское) — село в Жуковському районі Калузької області Російської Федерації.
Населення становить 40 осіб. Входить до складу муніципального утворення Село Високиничі.

## Історія
Від 2004 року входить до складу муніципального утворення Село Високиничі

## Населення
| 2002 | 2010 |
| ---- | ---- |
| 79   | ↘40  |